# Constellation program

A Constellation program logója

A Constellation program (A „constellation” angolul „csillagképet” jelent) amerikai űrprogram, mely a Columbia-katasztrófa után a George W. Bush akkori amerikai elnök által bejelentett Vision for Space Exploration (Vízió a világűr felfedezésére) terv gyakorlati megvalósítása volt. A program keretén belül a hordozórakéták és az űreszközök új generációját tervezték kifejleszteni, valamint emberes űrrepüléseket terveztek több közeli égitest felfedezésére.
A programot az amerikai kormányzat 2010 januárjában meghozott döntésének értelmében a 2010. szeptember 30-án kezdődő pénzügyi évre vonatkozó költségvetési tervezetből törölték. Az új amerikai elnök által felkért szakértői csoport javaslata szerint a programban szereplő űreszközök kifejlesztésével inkább privát cégeket kellett megbízni. A Barack Obama elnök által meghirdetett új űrkutatási irányelvek keretében a NASA a SLS hordozórakéta és az Orion módosított változatának kifejlesztésére kapott megbízást.
A program több elemét is az Artemis-program részeként tervezik véghez vinni.

## Tervek
A program keretében a következő célok megvalósítását tervezték:
- 2010-ig befejezik a Nemzetközi Űrállomás építését (ez lényegében megtörtént, bár a fejlesztése még napjainkban is folytatódik)[2]
- 2010-ben leállítják a Space Shuttle űrrepülőgépek repüléseit (szintén megvalósult, de 2011-ben)[3]
- Hordozórakéták új generációját (az Ares hordozórakéta) fejlesztették volna ki a jelenlegi technológiák felhasználásával (törölve, helyét a Space Launch System vette át)[4]
- Új, többször felhasználható űreszközöket fejlesztettek volna ki: az Orion űrhajót, az Altair holdkompot és az Earth Departure Stage rakétafokozatot (az Orion elkészült, míg az EDS a SLS részeként fog elkészülni. Az Altair teljesen törölve lett)
- A kifejlesztett új űreszközökkel 2020-ban visszatértek volna a Holdra, ott huzamos tartózkodásra alkalmas holdbázist rendeztek volna be (nem történt meg, az Artemis-program részeként a 2020-as évek második felére várható)
- Emberes űrrepülés keretében meglátogatnának egy földsúroló kisbolygót (megvalósult többször is)
- Embert juttattak volna a Marsra (a távlati célja, továbbra is távlati cél maradt, a 2030-as évekre várható)
- Az új hordozórakétákkal űrszondák és űrtávcsövek új generációját juttatnák a világűrbe (az új űrprogramban ez nagyobb hangsúllyal szerepel)